# Hisarđik
Hisarđik (izvirno srbsko Хисарџик) je naselje v Srbiji, ki upravno spada pod Občino Prijepolje; slednja pa je del Zlatiborskega upravnega okraja.

## Demografija
V naselju, katerega izvirno (srbsko-cirilično) ime je Хисарџик, živi 223 polnoletnih prebivalcev, pri čemer je njihova povprečna starost 39,0 let (39,0 pri moških in 39,1 pri ženskah). Naselje ima 81 gospodinjstev, pri čemer je povprečno število članov na gospodinjstvo 3,52.
|  |

| Demografija | Demografija     | Demografija     |
| Leto        | Št. prebivalcev | Št. prebivalcev |
| ----------- | --------------- | --------------- |
|             |                 |                 |
|             |                 |                 |
|             |                 |                 |
|             |                 |                 |
| 1948        | 734             |                 |
| 1953        | 738             |                 |
| 1961        | 723             |                 |
| 1971        | 728             |                 |
| 1981        | 629             |                 |
| 1991        | 405             | 399             |
| 2002        | 302             | 285             |
|             |                 |                 |

| Etnična sestava po popisu iz leta 2002 | Etnična sestava po popisu iz leta 2002 | Etnična sestava po popisu iz leta 2002 | Etnična sestava po popisu iz leta 2002 | Etnična sestava po popisu iz leta 2002 |
| -------------------------------------- | -------------------------------------- | -------------------------------------- | -------------------------------------- | -------------------------------------- |
| Bošnjaki                               | Bošnjaki                               |                                        | 210                                    | 73,68%                                 |
| Muslimani                              | Muslimani                              |                                        | 64                                     | 22,45%                                 |
| Srbi                                   | Srbi                                   |                                        | 6                                      | 2,10%                                  |
| Neznano                                | Neznano                                |                                        | 0                                      | 0,0%                                   |